# Società Sportiva Cavese Calcio 1919 2000-2001
Questa pagina raccoglie le informazioni riguardanti la Società Sportiva Cavese Calcio 1919 nelle competizioni ufficiali della stagione 2000-2001.

## Stagione
Stagione calcistica che vede la fine dell'era Montella con il passaggio alla presidenza all'imprenditore Antonio Della Monica.
Il presidente Montella lascia la società per insostenibili condizioni economiche, dopo la vittoria in casa contro il Foggia per 2-0 il 23 dicembre 2000, (con 6 vittorie e 5 pareggi e zero sconfitte a 2 punti dai play-off e 4 dai play-out) nelle mani di Antonio Della Monica che non parte bene stravolgendo l'intera rosa della Cavese nella finestra di calciomercato di riparazione: tutti questi stravolgimenti portano la Cavese nel baratro dei play-out a fine campionato.
La Cavese, dopo aver perso gli spareggi play-out contro il Sant'Anastasia, retrocede in Serie D, salvo essere poi ripescata in C2 dalla federazione.

## Rosa
| N. |                   | Ruolo | Calciatore                   |
| -- | ----------------- | ----- | ---------------------------- |
|    | Italia (bandiera) | P     | Federico Infanti             |
|    | Italia (bandiera) | P     | Crescenzo De Vito            |
|    | Italia (bandiera) | P     | Paolo Onorati                |
|    | Italia (bandiera) | D     | Fabio Prosperi               |
|    | Italia (bandiera) | D     | Antonio Rogazzo              |
|    | Italia (bandiera) | D     | Antonio Abate                |
|    | Italia (bandiera) | D     | Filippo Di Martino           |
|    | Italia (bandiera) | D     | Gianluca Esposito            |
|    | Italia (bandiera) | D     | Leonardo Tempesta            |
|    | Italia (bandiera) | D     | Mario Giusti                 |
|    | Italia (bandiera) | D     | Paolo De Rosa                |
|    | Italia (bandiera) | C     | Luigi Bugiardini             |
|    | Italia (bandiera) | C     | Giuseppe Cristian Ciaramella |
|    | Italia (bandiera) | C     | Claudio De Rosa              |
|    | Italia (bandiera) | C     | Marco Di Capua               |

| N. |                   | Ruolo | Calciatore           |
| -- | ----------------- | ----- | -------------------- |
|    | Italia (bandiera) | C     | Paolo Terzaioli      |
|    | Italia (bandiera) | C     | Errico Balsamo       |
|    | Italia (bandiera) | C     | Ferruccio Bonvini    |
|    | Italia (bandiera) |       | Festa                |
|    | Italia (bandiera) | C     | Dino Giannascoli     |
|    | Italia (bandiera) | C     | Carmine Marzano      |
|    | Italia (bandiera) | C     | Marco Massa          |
|    | Italia (bandiera) | C     | Raffaele Corsale     |
|    | Italia (bandiera) | A     | Vincenzo Cozzolino   |
|    | Italia (bandiera) | A     | Tommaso De Carolis   |
|    | Italia (bandiera) | A     | Antonio Ronga        |
|    | Italia (bandiera) | A     | Luigi Caliano        |
|    | Italia (bandiera) | A     | Giuseppe Barrucci    |
|    | Italia (bandiera) | A     | Maurizio Bisogno     |
|    | Italia (bandiera) | A     | Salvatorino Frisenda |

## Organigramma societario
Area direttiva
- presidente: Gino Montella (fino a Dic. 2000)
- presidente: Antonio Della Monica (da Gen. 2001)
- direttore sportivo: Angelo Belmonte
- segretaria organizzativa: Angela Pesante
- segretario amministrativo: Rosario De Rosa

Staff tecnico
- allenatore: Salvatore Esposito (poi)
- allenatore: Sergio di Palma (poi)
- allenatore : Antonio Merolla (poi)
- allenatore: Pasquale Casale
- preparatore dei portieri: Lello Senatore
- medici sociali: Antonio Massa
- massaggiatore: Ugo Russo
- massaggiatore2 Carlo Senatore
- magazzinieri: Alfredo Codetti, Antonio Ferrara

Ufficio stampa
- responsabile: Antonio De Caro
- addetto stampa: Geom. Alfonso Amaturo
- consulente legale: Eduardo Chiacchio
- fotografo: Michele Sica
- mascotte: Francesco Montella